# Коста Хаджимишев
Коста Димитров Хаджимишев е български общественик от Македония, деец на Македонската патриотична организация.

## Биография
Коста е роден на 22 октомври 1929 година в град Струмица, тогава в Кралство Югославия, в семейството на Димитър Хаджимишев. По майчина линия е от рода Бабамови. В дома му се говорело на гръцки.
В май 1943 година, тогава 15-годишен, е в Сяр и околността, на отбелязването на 40-годишнината от гибелта на Гоце Делчев. Оттам се връща в Струмица заедно с Ангел Запренов, ученик от Свети Врач (днес Сандански), който на среща с Методи Калкашлиев посвещава двамата в идеалите на ВМРО. Запренов предлага на връстниците си да прочетат „Освободителните борби на Македония“ от Христо Силянов и „По трънливия път на македонското освободително дело“ от Иван Михайлов. На техен въпрос той им отговаря, че Михайлов не се бори за България, която го е осъдила на смърт, а за Македония, и изказва скептицизъм в победата на нацистка Германия в войната, заключавайки, че Македония още не е свободна.
Калкашлиев и Хаджимишев продължават да се интересуват за македонското дело. Организират се в група, в която влизат и Георги Яръмов, Любен Топчев, Мирко Пецев, Борис Белев и други. В навечерието на 1 май 1946 година групата разпространява листовки в Струмица. Според Коста Църнушанов поръките в листовките на групата са свързани с ММТРО, а оттам и с българщината. Арестуван е на 16 юни. Осъден е на три години затвор. След като излизат от затвора, приятелка предупреждава Хаджимишев, Калкашлиев и Топчев и през февруари 1951 година тримата бягат от Югославия, минавайки границата с Гърция. Изпратени се на заточение в Сития на Крит, но успяват да се преместят в Италия, откъдето пътуват до Бразилия и се настаняват в тази страна в средата на юли. На 13 август петимата струмишки студенти са екзекутирани на Беласица. През ноември 1951 година в Порто Алегри Калкашлиев, Хаджимишев, Топчев и Христо Лагадинов основават комитет, който да стане част от МПО, назовавайки го по убитите им другари „Струмишка петорка“. Хаджимишев става председател на организацията.
Заминава за САЩ през 1965 година, но се връща в Бразилия. Убит е на 18 февруари 1984 година в магазина си от дрогирани хулигани. Според Любен Топчев смъртта му е мистериозна, от убийците няма и следа, а отговор може да даде „само УДБ“.